# Никольское (Торопецкий район)
Никольское — деревня в Торопецком районе Тверской области. Входит в состав Скворцовского сельского поселения.

## География
Находится в западной части Тверской области на расстоянии приблизительно 10 км на запад-юго-запад по прямой от районного центра города Торопец на северном берегу озера Добщинское.

## История
В 1877 году здесь (усадьба Торопецкого уезда Псковской губернии) было учтено 2 двора.

## Население
Численность населения: 13 человек (1877 год), 5 (русские 80 %) в 2002 году, 1 в 2010.